# En la Toscana
En la Toscana (título original: Toscana) es una película danesa de comedia dramática y romántica de 2022, escrita y dirigida por Mehdi Avaz y protagonizada por Anders Matthesen como el cocinero ficticio de Michelin Theo Dahl. La película se estrenó el 18 de mayo de 2022 exclusivamente en Netflix como el primer largometraje original danés de Netflix.

## Reparto
- Anders Matthesen como Theo Dahl
  - Kaiser Houborg como el joven Theo
- Cristiana Dell'Anna como Sofía
  - Elva García Seidler como la joven Sofía
- Andrea Bosca como Pino
- Ghita Nørby como Inge
- Sebastián Jessen como Zeuten
- Ari Alexander como Lai
- Christopher Nissen como Svend
- Karoline Brygmann como Melanie
- Lærke Winther como Merle, la exesposa de Theo
- Christoffer Jindyl como Vicente
- Pino Ammendola coml Lucca
- Sergio Pantani como Præst
- Renzo Del Lungo como Livio Ricci
- Caroline Dahm como Camilla

## Producción
El rodaje de Toscana comenzó el 5 de octubre de 2020 en Toscana, Italia, y duró 19 días. La película fue producida por Rocket Road Pictures, la compañía cinematográfica de Mehdi Avaz, y el presupuesto consistió en dinero propio de Avaz. Originalmente estaba programada para su estreno en diciembre de 2021, pero debido a la pandemia de coronavirus, se pospuso. Una vez producida la película, Netflix compró los derechos de distribución, canceló el estreno en cines y lo fijó para su estreno el 18 de mayo de 2022 en su plataforma.

## Estreno
Toscana se estrenó el 18 de mayo de 2022 en Netflix como el primer largometraje original danés de Netflix.